# Michael Posner (Ökonom)
Michael Vivian Posner (* 25. August 1931 in London; † 14. Februar 2006 in Oxford) war ein britischer Wirtschaftswissenschaftler.

## Leben
Seine Eltern Jack und Lena Posner emigrierten aus Russland, um den dortigen Pogromen zu entfliehen. Michael Posner selbst wuchs in Ilford auf. Nach dem Zweiten Weltkrieg zog er mit seiner Familie nach Croydon.

## Wirken
Michael Posner erlangte in den Wirtschaftswissenschaften große Bekanntheit durch seinen 1961 veröffentlichten Artikel, in dem er seine Theorie der technologischen Lücke entwickelte. Diese Theorie wurde weithin rezipiert und ist auch heute noch Grundlagentheorie zur Erklärung internationaler Handelstätigkeit.

## Schriften
- Posner, Michael V. (1961), International Trade and Technical Change, in: Oxford Economic Papers, Jahrgang 13, Nr. 3, 1961, S. 323–341.